# Dawda Bah
Dawda Bah (ur. 12 listopada 1983 w Bandżulu) – gambijski piłkarz występujący na pozycji pomocnika. Zawodnik klubu KPV Kokkola.

## Kariera klubowa
Bah karierę rozpoczynał w 2000 roku w zespole Bandżul Hawks. Grał tam przez 4 lata. W 2005 roku wyjechał do Finlandii, by grać w tamtejszym drugoligowcu KPV Kokkola. W 2006 roku dotarł z nim do finału Pucharu Finlandii. W KPV występował przez 2,5 sezonu.
W 2007 roku Bah przeszedł do drużyny HJK Helsinki z Veikkausliig. W lidze tej zadebiutował 26 lipca 2007 roku w wygranym 5:0 pojedynku z MyPa, w którym strzelił także gola. Przez 4 lata gry dla tego klubu, wywalczył z nim 2 mistrzostwa Finlandii (2009, 2010) oraz Puchar Finlandii (2009).
W 2011 roku Bah podpisał kontrakt z niemieckim zespołem FC Augsburg. W Bundeslidze pierwszy mecz zaliczył 9 września 2011 roku przeciwko Bayerowi 04 Leverkusen (1:4).
W 2013 roku Bah grał w Kuopion Palloseura, a w 2014 w MyPa. W 2015 wrócił do KPV Kokkola.

## Kariera reprezentacyjna
W reprezentacji Gambii Bah zadebiutował w 2000 roku.